# Marianne Kirchgeßner

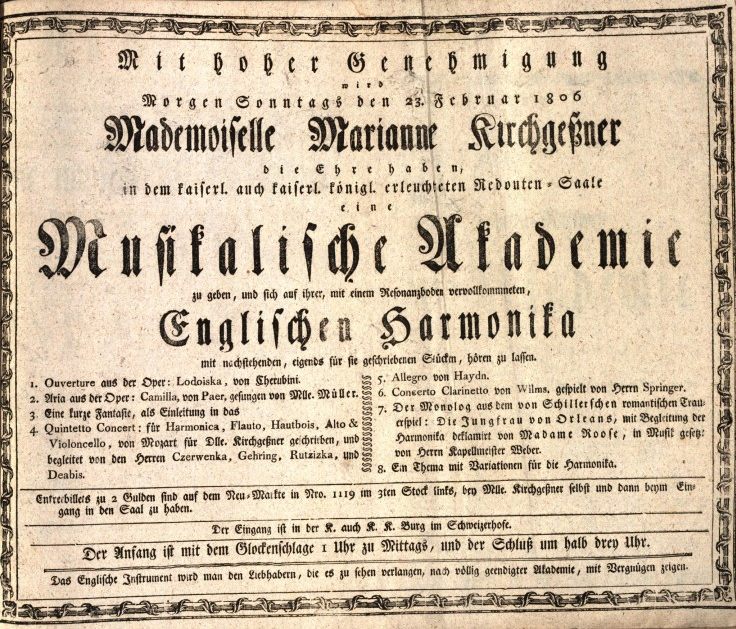
Kirchgessner’s Concert in Vienna (Mozart’s K. 617)

Marianne Kirchgeßner (* 5. Juni 1769 in Bruchsal; † 9. Dezember 1808 in Schaffhausen) war die erfolgreichste und bedeutendste Glasharmonikavirtuosin ihrer Zeit und Pianistin.

## Leben
Im Alter von vier Jahren erblindete Marianne Kirchgeßner als Folge der Blattern. Mit elf Jahren kam sie zu dem Karlsruher Kapellmeister Joseph Aloys Schmittbaur, der sich um ihre musikalische Ausbildung bemühte. Bereits Anfang 1791 startete sie eine Konzertreise, die mehrere Jahre dauerte.  Sie kam nach Linz und Wien und machte die Bekanntschaft mit Wolfgang Amadeus Mozart, der für sie das Quintett für Glasharmonika, Flöte, Oboe, Viola und Violoncello KV 617 und das Adagio KV 356/617a für Glasharmonika solo komponierte.
Kirchgeßners väterlicher Vertrauter und Impresario war der renommierte Musikverleger sowie hochfürstlich brandenburg-onolzbacher Expeditionsrat Heinrich Philipp Carl Boßler.
Des Weiteren besuchte sie während der Tournee 1792 Prag, Dresden, Leipzig, Berlin, Hamburg und Magdeburg. Zweieinhalb Jahre wohnte sie von 1794 bis 1796 in London und unternahm danach weitere Konzertreisen zwischen 1796 und 1800 nach Hamburg, Kopenhagen, Danzig, Königsberg und Petersburg. 1800 ließ sie sich in Gohlis bei Leipzig nieder. Sie setzte jedoch ihre Tourneen fort und gab Konzerte in Hannover und Frankfurt/Main (1801), Stuttgart, Leipzig, Berlin, Wien und Prag (1802–1808), sowie Karlsbad, wo sie im Sommer 1808 Johann Wolfgang von Goethe in Karlsbad begegnete. Sie starb während einer Konzertreise, von Stuttgart aus kommend, nach einem Unfall mit der Postkutsche in Schaffhausen.

## Zitate

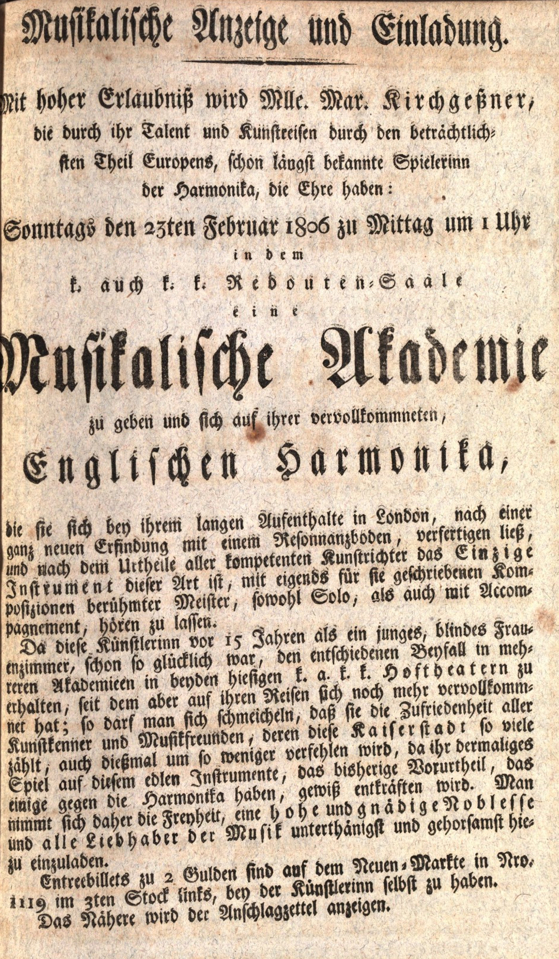
Kirchgessner's Concert in Vienna (1806)

Bruno Hoffmann schreibt in „Ein Leben Für die Glasharfe“:
„Sie war im Alter von vier Jahren nach einer Pockenkrankheit erblindet, zeigte aber trotz alledem sehr früh großes Talent im Klavierspiel. Joseph Anton Reichsherr von Beroldingen, Domkapitular von Speyer, ermöglichte der Zehnjährigen eine Ausbildung auf der Glasharmonika bei Kapellmeister Schmittbaur in Karlsruhe und ließ ihr von demselben für 100 Dukaten eine Glasharmonika bauen. Auf ihrer ersten Konzertreise im Frühjahr 1791 kam sie über Stuttgart - München nach Wien, wo sie am Hofe spielte. Mozart hatte die Glasharmonika schon durch Marianne Davies kennengelernt; doch erst für Marianne Kirchgeßner komponierte er am 23. Mai 1791 sein berühmtes Quintett für Glasharmonika, Flöte, Oboe, Viola und Violoncello (K.V.617) und sein Solo-Adagio in C (K.V. 617a). Bereits am 19. August 1791 erfolgte durch sie die erste Aufführung des Werkes im Kärntnertortheater in Wien, wobei Mozart höchstpersönlich, wahrscheinlich an der Viola mitwirkte.“[...]
„Für Marianne Kirchgeßner folgten Reisen nach Leipzig, Dresden, Polen, Berlin (wo sie viermal am Hofe spielte), Hamburg, London. Gerade in London, das damals Refugium vieler europäischer Künstler vor den napoleonischen Kriegswirren war, regte sie namhafte Komponisten zu Werken für ihr Instrument an. Da sie als Blinde eine aussergewöhnliche Auffassungsgabe besaß und ihr wohl viele neue Werke nur auf dem Klavier mitgeteilt wurden, dürfte auf diese Weise manchens Originalwerk für immer verloren sein. Nach ihrem dreijährigen Aufenthalt in London waren Kopenhagen, die baltischen Länder und Petersburg weitere Stationen des Erfolges. 1799 ließ sie sich auf einem Landgut in Gohlis bei Leipzig nieder. Ihre ‚letzte‘ Konzertreise, wie sie selbst sagte, unternahm sie 1808 in die ‚romantische Schweiz‘. Nach Konzerten in Stuttgart, wo sie Antonin Reichas SOLO POUR HARMONICA AVEC ACCOMPAGNEMENT DE L'ORCHESTRE spielte, und in Tübingen, wo der als Zugabe gespielte Bach-Choral ‚Was Gott tut, das ist wohlgetan‘ ihr letztes Spiel auf der Glasharmonika sein sollte, zog sie sich bei einem Postkutschenunfall in einem Hohlweg bei unwirschem Novemberwetter ein Brustfieber zu, an dem sie am 9. Dezember 1808 in Schaffhausen, wenige Tage vor dem mit dem Musikkollegium geplanten Konzert, 39jährig erlag“.[...]
„Doch nichts von dieser großen Künstlerin ist auf unsere Tage gekommen, keine bildliche Darstellung, keine Biographie, die ihr ständiger Begleiter, Rath Boßler aus Speyer, nach ihrem Tode versprochen hatte, keine Glasharmonika, kein Notenmaterial - nur eine ergreifend schöne, blonde Locke, die die Stadtbibliothek Schaffhausen in G. Müllers Nachlaß verwahrt.“

### Sachliteratur
- Carl Ferdinand Pohl: Kirchgeßner, Marianna. In: Allgemeine Deutsche Biographie (ADB). Band 16, Duncker & Humblot, Leipzig 1882, S. 7 f.
- Hermann Josef Ullrich: Die blinde Glasharmonikavirtuosin Marianne Kirchgeßner und Wien. Eine Künstlerin der empfindsamen Zeit, Verlag Hans Schneider, Tutzing 1971
- Bruno Hoffmann: Ein Leben für die Glasharfe, Niederland-Verlag, Backnang 1983, ISBN 3-923947-06-2
- Harald Strebel: Mozarts blinde Glasharmonikaspielerin Marianne Kirchgessner und das jähe Ende ihrer geplanten Schweizerreise in Schaffhausen: Miszellen zu einer Lebensgemeinschaft mit Heinrich Philipp Bossler. In: In signo Wolfgang Amadé Mozart, Mitteilungen der MGZ, 19. Jg., Nr. 32, März 2009, S. 31–68.

### Belletristik
Ludwig Bäte: Marianne Kirchgeßner. Eine Geschichte aus dem Leben Mozarts. In: Deutsche Rundschau 1932, Nr. 255 (6 November). Volltext 